# Walter Ferrazza
Walter Ferrazza (Tione di Trento, 15 novembre 1974) è un politico italiano.

## Biografia
Laureato in ingegneria all'Università di Trento, è stato amministratore della ECOLOG S.r.L., azienda attiva nei servizi di consulenza per progetti a basso impatto ambientale, e Sindaco di Bocenago dal 2010.
È stato candidato alla Camera dei Deputati nella lista MIR (Moderati in Rivoluzione) alle elezioni del 2013, senza essere eletto.
Il 2 maggio 2013 viene nominato sottosegretario di Stato al Dipartimento per gli affari regionali e le autonomie sotto il ministro Graziano Delrio nel Governo Letta. Il giorno dopo presta giuramento. Si dimette il 2 dicembre 2013 in quanto il suo partito (Moderati in Rivoluzione) aderendo a Forza Italia è passato all'opposizione.
Alle elezioni europee del 2014 si candida con Forza italia nella circoscrizione Italia nord-orientale, ma non viene eletto.